# Brazília a 2002. évi téli olimpiai játékokon
Brazília az egyesült államokbeli Salt Lake Cityben megrendezett 2002. évi téli olimpiai játékok egyik részt vevő nemzete volt. Az országot az olimpián 4 sportágban 10 sportoló képviselte, akik érmet nem szereztek.

## Alpesisí
Férfi
| Versenyző       | Versenyszám      | 1. futam | 1. futam | 2. futam | 2. futam | Összesítés | Összesítés |
| Versenyző       | Versenyszám      | Idő      | Hely.    | Idő      | Hely.    | Idő        | Helyezés   |
| --------------- | ---------------- | -------- | -------- | -------- | -------- | ---------- | ---------- |
| Nikolai Hentsch | Óriás-műlesiklás | 1:23,07  | 70.      | kizárták | kizárták | kiesett    | kiesett    |

Női
| Versenyző       | Versenyszám      | 1. futam | 1. futam | 2. futam | 2. futam | Összesítés | Összesítés |
| Versenyző       | Versenyszám      | Idő      | Hely.    | Idő      | Hely.    | Idő        | Helyezés   |
| --------------- | ---------------- | -------- | -------- | -------- | -------- | ---------- | ---------- |
| Mirella Arnhold | Óriás-műlesiklás | 1:37,44  | 55.      | 1:36,30  | 48.      | 3:13,74    | 48.        |

## Bob
Férfi
| Versenyző                                                                    | Versenyszám | 1. futam | 1. futam | 2. futam | 2. futam | 3. futam | 3. futam | 4. futam | 4. futam | Összesítés | Összesítés |
| Versenyző                                                                    | Versenyszám | Idő      | Hely.    | Idő      | Hely.    | Idő      | Hely.    | Idő      | Hely.    | Idő        | Helyezés   |
| ---------------------------------------------------------------------------- | ----------- | -------- | -------- | -------- | -------- | -------- | -------- | -------- | -------- | ---------- | ---------- |
| Eric Maleson Matheus Facho Inocêncio Edson Bindilatti Cristiano Rogério Pães | Négyes      | 48,91    | 31.      | 48,76    | 29.      | 49,44    | 27.      | 49,62    | 27.      | 3:16,73    | 27.        |

## Sífutás
Férfi
| Versenyző       | Versenyszám | Eredmény  | Helyezés |
| --------------- | ----------- | --------- | -------- |
| Alexander Penna | 50 km       | 3:23:58,7 | 57.      |

Női
| Versenyző            | Versenyszám | Eredmény | Helyezés |
| -------------------- | ----------- | -------- | -------- |
| Franziska Becskehazy | 10 km       | 46:46,0  | 57.      |

## Szánkó
| Versenyző        | Versenyszám | 1. futam | 1. futam | 2. futam | 2. futam | 3. futam | 3. futam | 4. futam | 4. futam | Összesítés | Összesítés |
| Versenyző        | Versenyszám | Idő      | Hely.    | Idő      | Hely.    | Idő      | Hely.    | Idő      | Hely.    | Idő        | Helyezés   |
| ---------------- | ----------- | -------- | -------- | -------- | -------- | -------- | -------- | -------- | -------- | ---------- | ---------- |
| Renato Mizoguchi | Férfi egyes | 47,773   | 45.      | 50,036   | 48.      | 53,349   | 48.      | 48,742   | 43.      | 3:19,900   | 46.        |
| Ricardo Raschini | Férfi egyes | 46,309   | 34.      | 46,977   | 39.      | 46,464   | 37.      | 56,897   | 48.      | 3:16,647   | 45.        |